# Col de Turini
Pour les articles homonymes, voir Turini.
Le col de Turini est un col de montagne situé dans le sud des Alpes françaises. Il relie Lantosque, dans la vallée de la Vésubie, à Sospel, dans la vallée de la Bévéra. Il permet également de rejoindre la vallée du Paillon et les villes de l'Escarène et de Lucéram. S'élevant à l'altitude de 1 604 mètres, il se situe à proximité du sommet du massif de l'Authion. Le col se trouve entre les communes de Moulinet et La Bollène-Vésubie.
Un hameau se trouve au col, où trois routes principales convergent. Une quatrième route mène au Camp d'Argent, où se trouve une station de sports d'hiver, et au-delà vers le sommet de l'Authion (Pointe des Trois-Communes).

## Cinéma
Le col de Turini a servi de décor à la fin du film Les Seins de glace de Georges Lautner avec Alain Delon, Mireille Darc et Claude Brasseur en 1974.

## Pratique sportive

### Randonnée
Le col de Turini est une étape du sentier de randonnée Via Alpina (itinéraire bleu), et le GR 52 A y passe aussi.

### Rallye automobile
Ce col est célèbre dans le monde du rallye automobile puisqu'il est emprunté presque systématiquement par le Rallye Monte-Carlo. Les routes accédant au col comportent de nombreux lacets en épingle à cheveux et de beaux points de vue sur la mer Méditerranée. Généralement, sur la course, les pilotes montaient le col de Turini par Sospel avant de le redescendre vers La Bollène-Vésubie.

### Cyclisme

#### Tour de France
Le Tour de France a emprunté le col de Turini à cinq reprises, chaque fois classé 1re catégorie : 1948 (coureur arrivé en tête : Louison Bobet), 1950 (en tête : Jean Robic), 1973 (en tête : Vicente López Carril), 2020 (en tête : Anthony Perez) et 2024 (en tête : Richard Carapaz).

#### Paris-Nice
Le 7e étape du Paris-Nice 2019 s'est terminée par une arrivée inédite au col de Turini, avec une ascension effectuée sur le versant ouest, le plus court, classé en première catégorie. L'étape a particulièrement réussi aux coureurs colombiens : Daniel Martinez a remporté l'étape devant Miguel Ángel López tandis qu'Egan Bernal s'est emparé du maillot jaune.
La 7e étape du Paris-Nice 2022 terminait au col par le même versant. Sprintant dans les derniers hectomètres, le maillot jaune Primož Roglič remportait l'étape devant ses adversaires au classement général.

#### Profil de l'ascension
Depuis le carrefour (364 m) entre l'avenue Jean Medecin et le boulevard de l'égalité à Sospel  sur le versant sud-est, l’ascension est longue de 24,2 km à 5,1 %. Les premiers kilomètres après Sospel ne sont pas très difficiles,, comprenant parfois du plat. On roule ensuite dans les gorges du Piaon avant qu’une série de lacets entre parois et murets de pierres, et des pourcentages réguliers à 6 %, permette d’atteindre la chapelle Notre-Dame de la Ménour au km 9,9. Là une portion plane d’environ 2 km, mène jusqu’au village de Moulinet (environ 800 m) après un peu plus de 12 km d’ascension. La seconde partie du col est plus difficile avec des pourcentages avoisinant régulièrement les 7 %, parfois 8 %, mais ombragée d’abord grâce à des feuillus puis dans une grande forêt de conifères. C’est sa longueur qui fait la difficulté de ce versant.

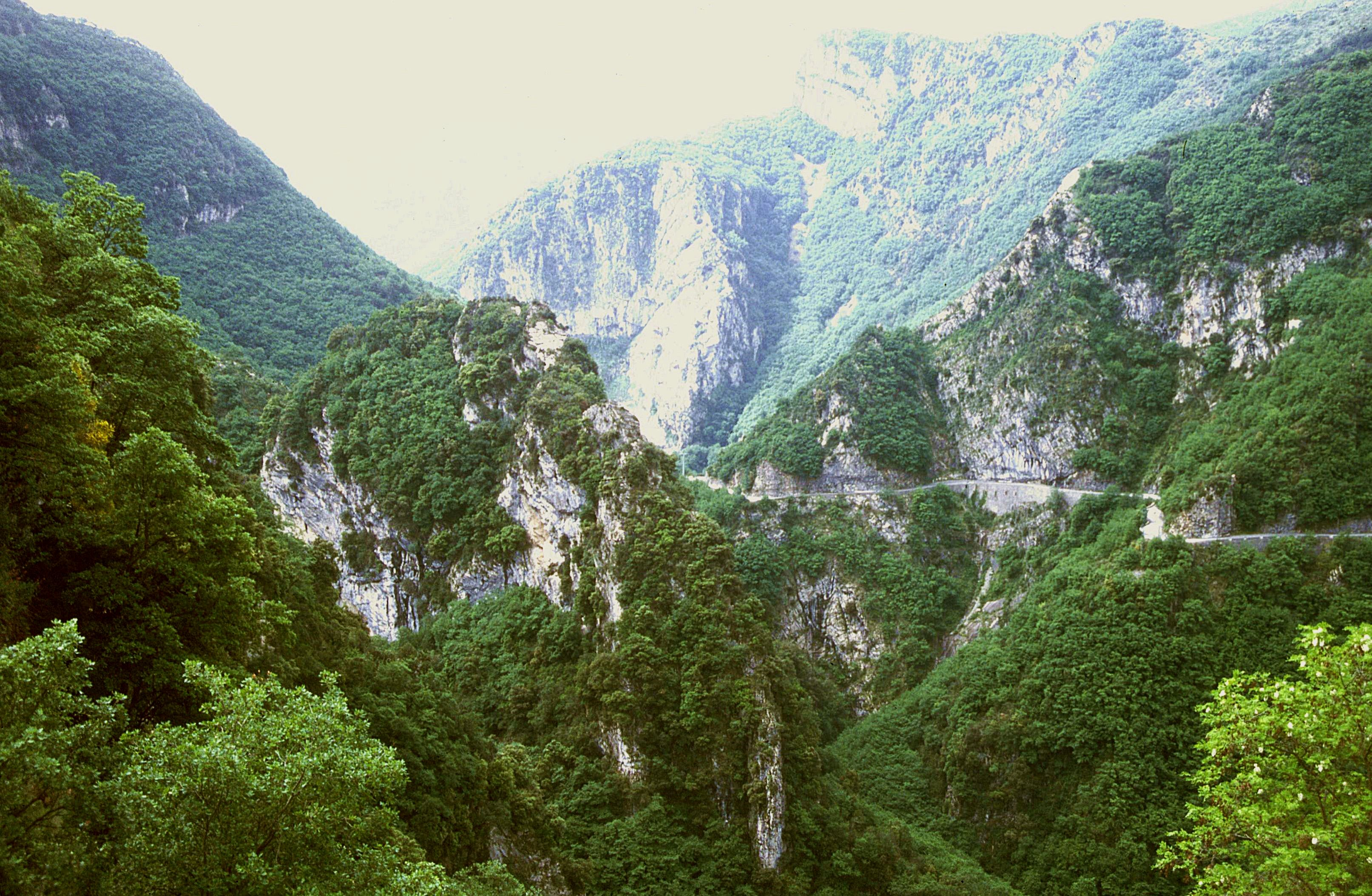
Entre les gorges du Piaon et la chapelle Notre-Dame de la Ménour.
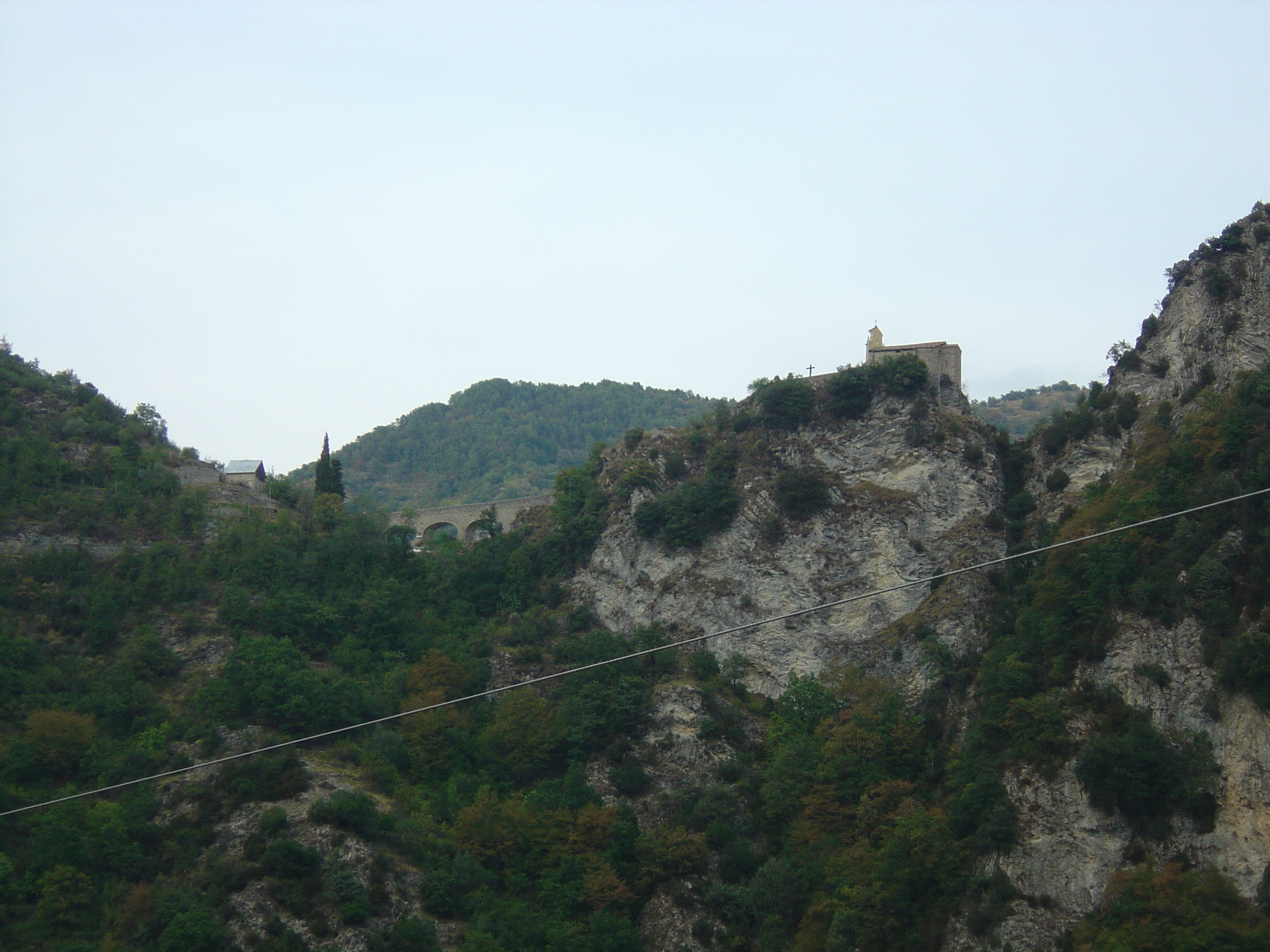
Plus haut, la chapelle Notre-Dame de la Ménour.
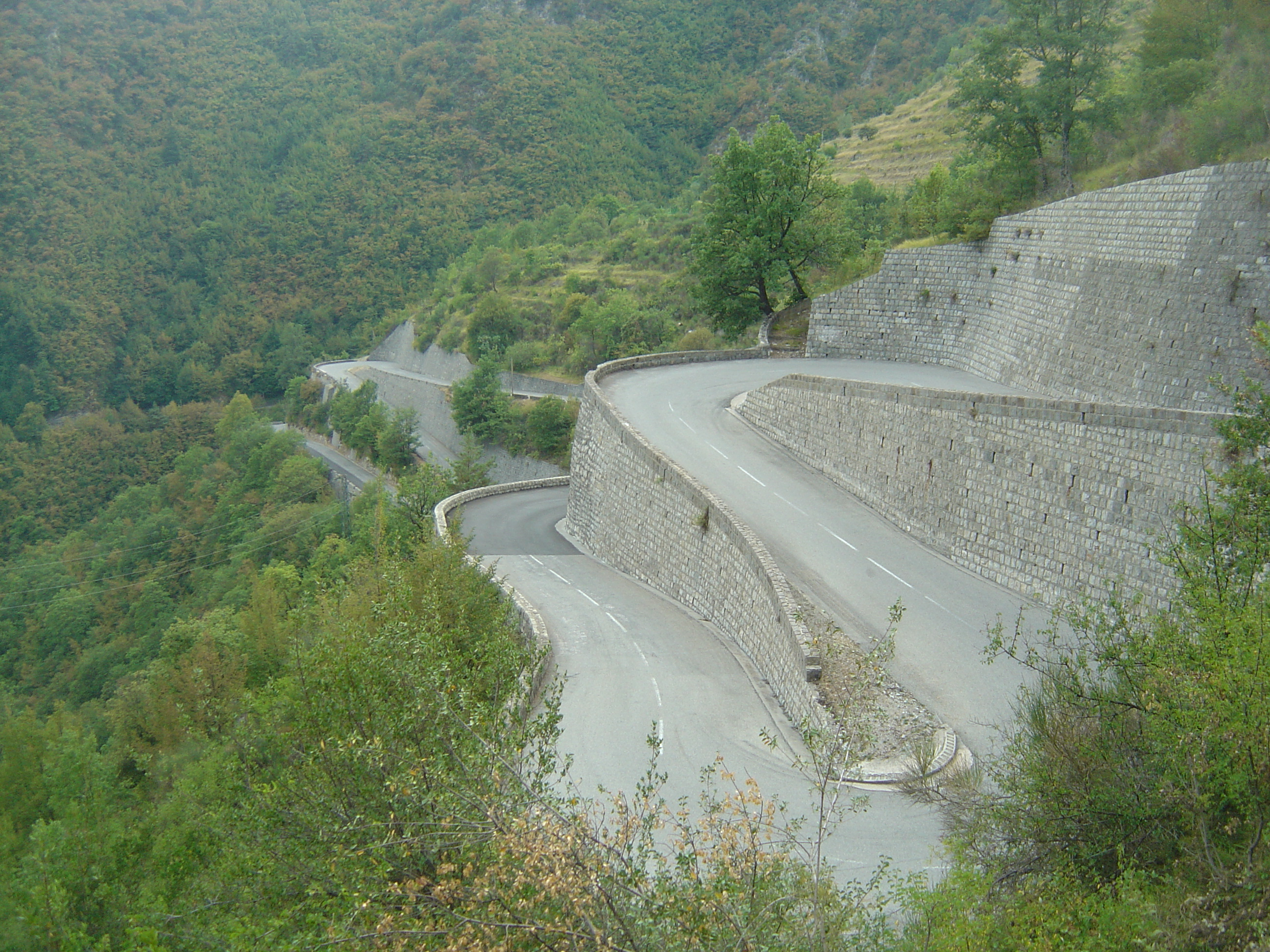
Série de lacets avant la chapelle Notre-Dame de la Ménour.
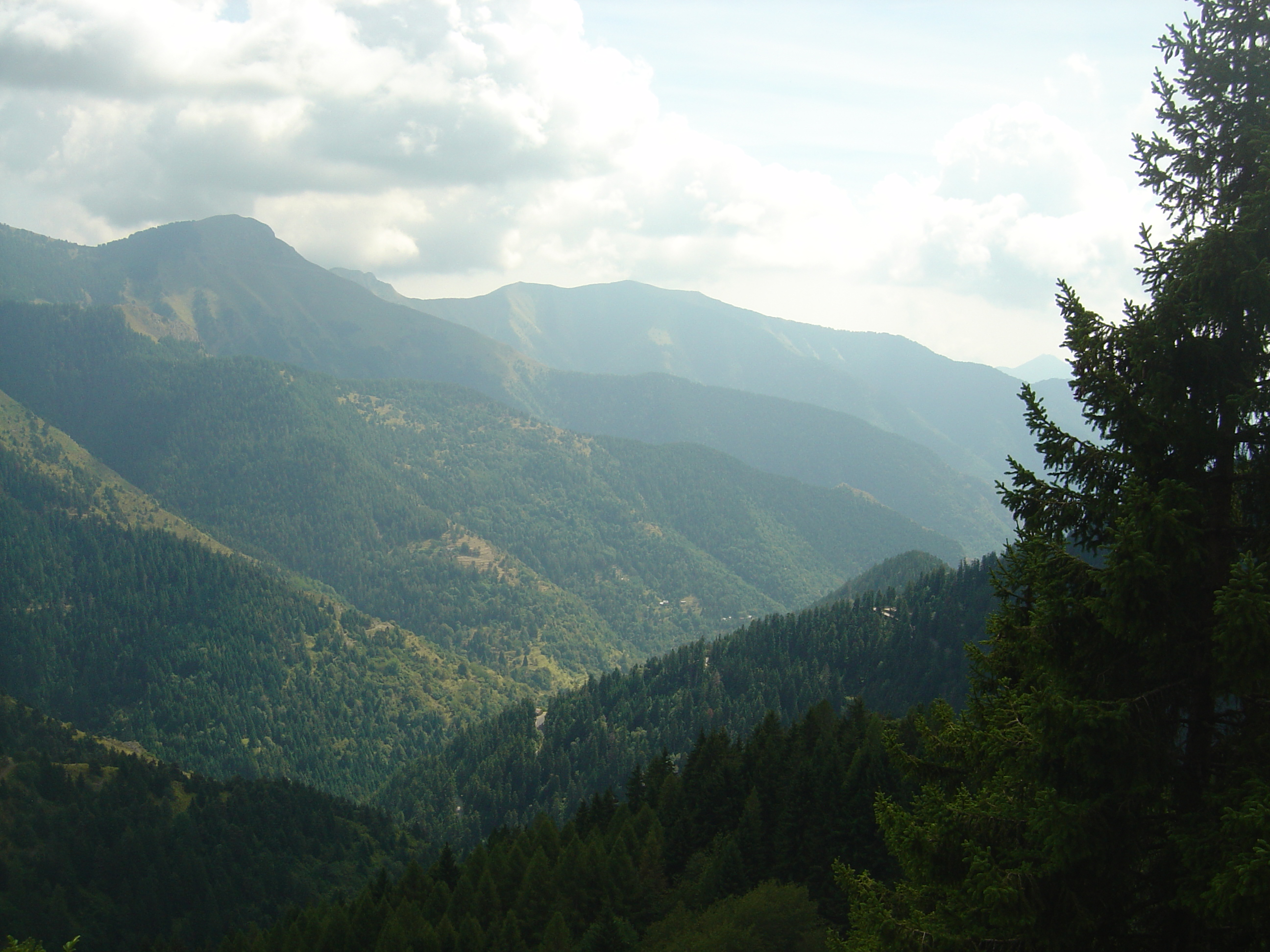
On devine plus bas à droite dans la forêt les derniers kilomètres de la route par le versant sud-est.

Le versant sud-ouest a plusieurs départs possibles : monter au préalable le col de Braus (1 002 m), partir du col Saint-Roch (991 m) avec une route étroite et un passage à 15 % au début, ou encore de L’Escarène. Toutes ces routes se rejoignent juste avant Peïra-Cava. Le départ principal est à L’Escarène, au croisement de la D2204 et de la D2566 (362 m) en passant par Lucéram soit 26,7 km à 4,65 %. À partir de Lucéram au km 6 environ, les pourcentages s’accentuent avec les premiers lacets et des secteurs proches de 8 %. Après le pas de l’Escous (1 008 m), au croisement avec la route du col de Braus au km 11,4, une spectaculaire série de lacets, sur près de 5 km et des pourcentages proches de 6,5 et 7 %, mène jusqu’à un autre croisement au km 16,8, celui de la Baisse de la Cabanette (1 371 m). De là, toutes les routes se rejoignent et lorsqu’on atteint Peïra-Cava (vers 1 420 m d’altitude), 2,5 km plus loin, dont la traversée comporte des faux-plats descendants, il ne reste plus que 7 km plutôt roulants en forêt avec pour seules véritables difficultés un kilomètre à 5 % à la sortie de Peïra-Cava et un autre kilomètre à 7,5 % à 4 km du sommet. Ce versant offre donc le final le plus facile. Il comporte parfois des abris sur le côté de la route.

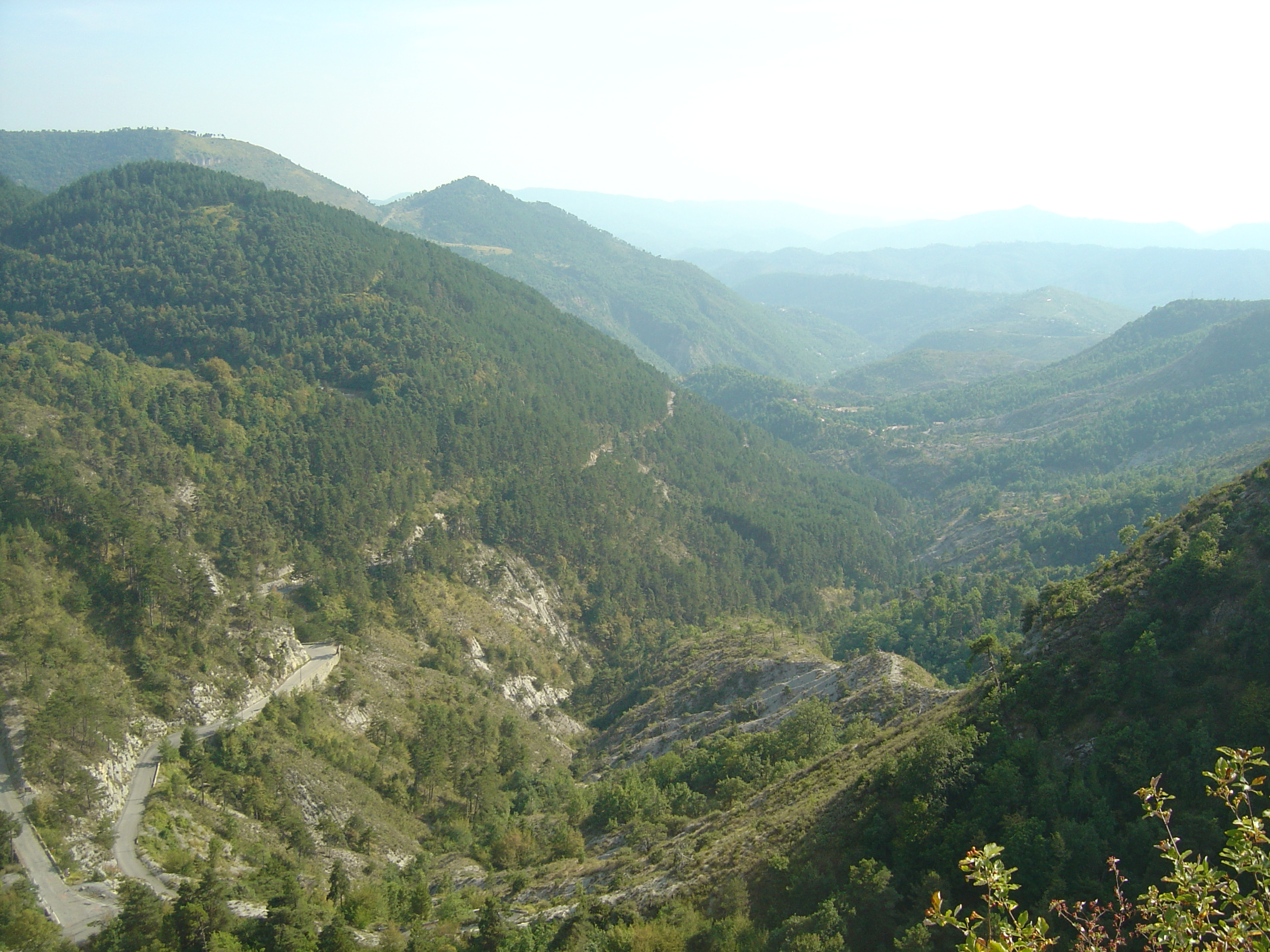
Plus bas, la route de Lucéram.
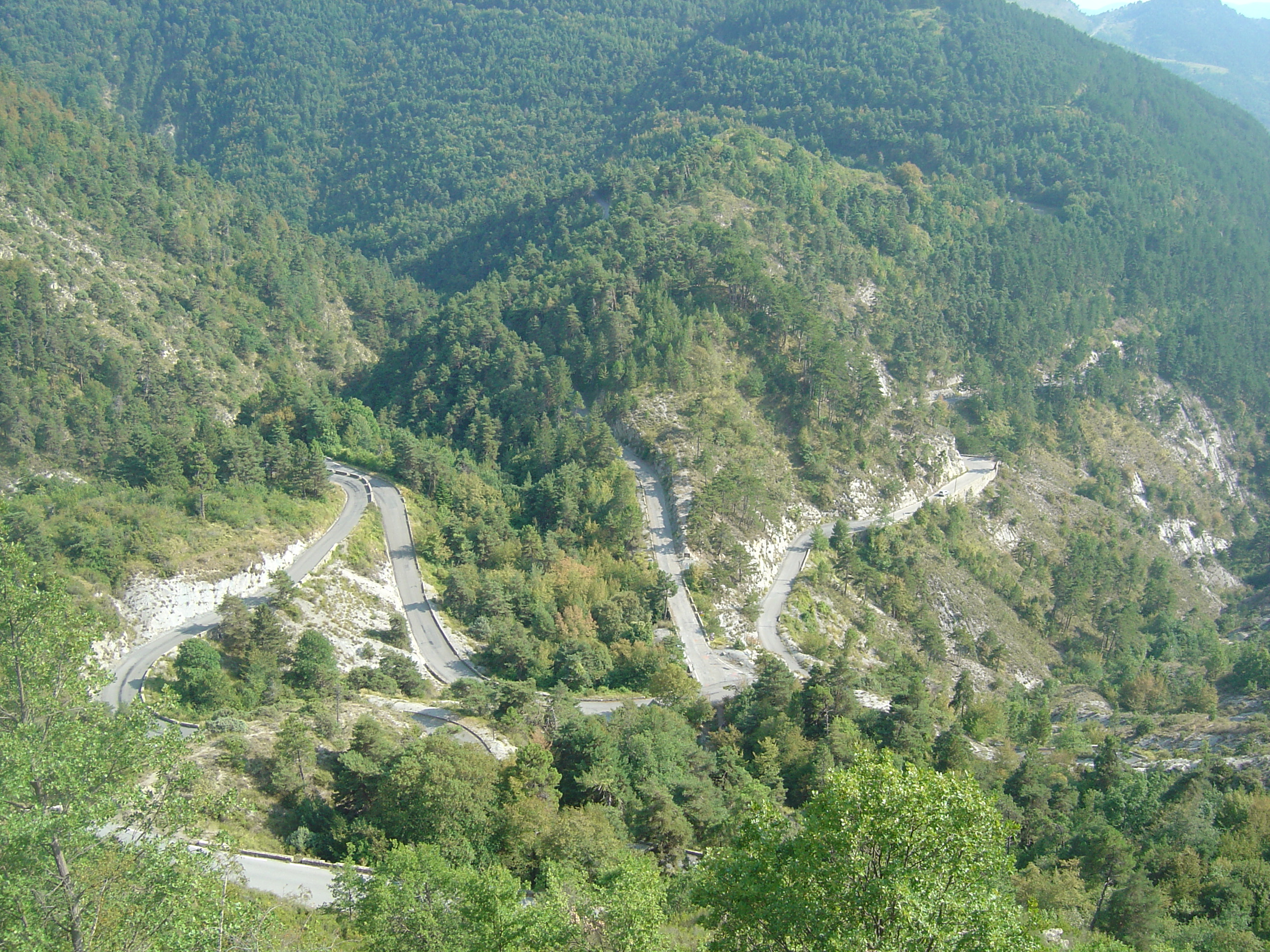
Plus bas, le croisement du pas de l'Escous.
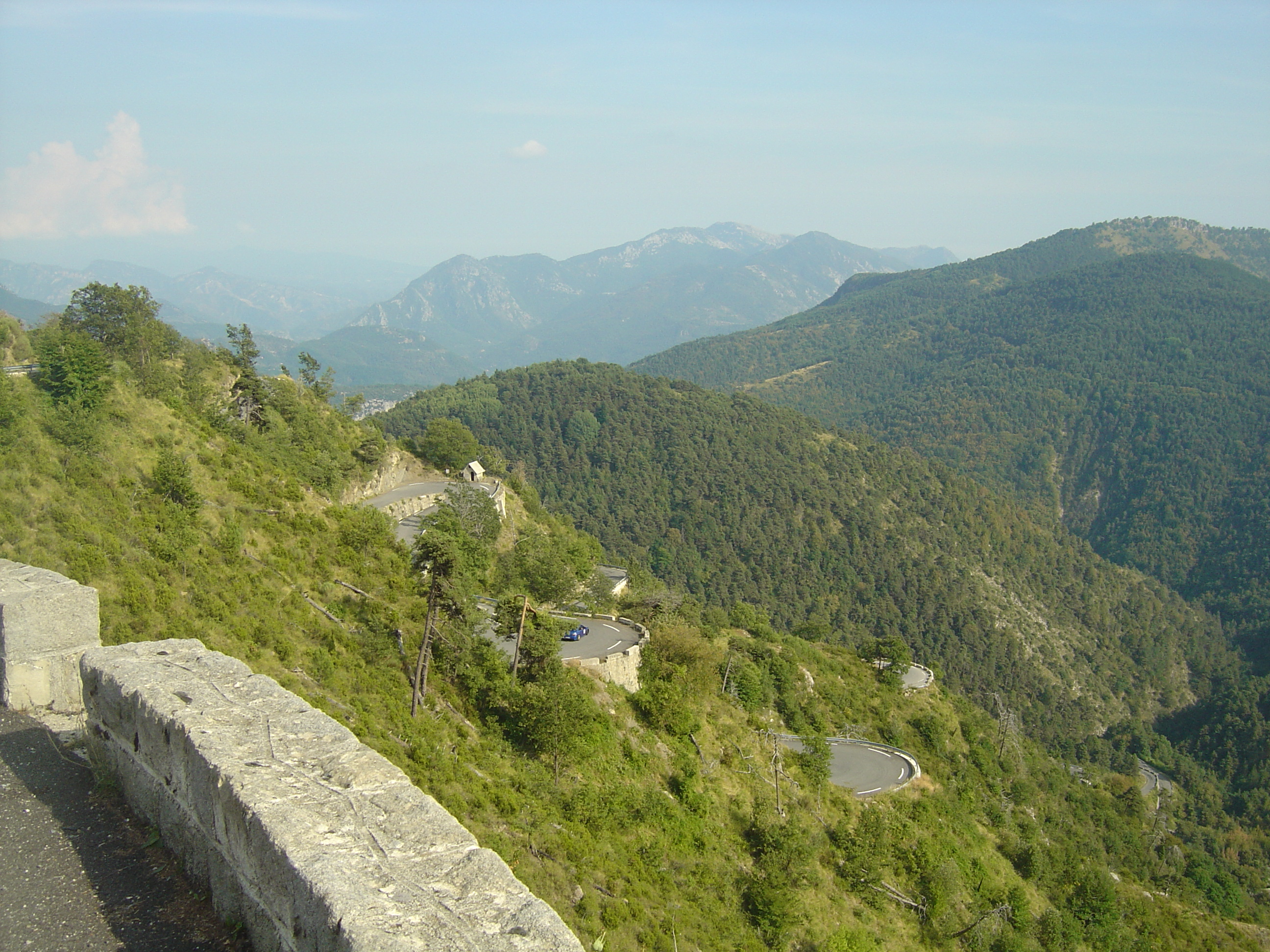
Épingles entre le pas de l'Escous et la Baisse de la Cabanette.
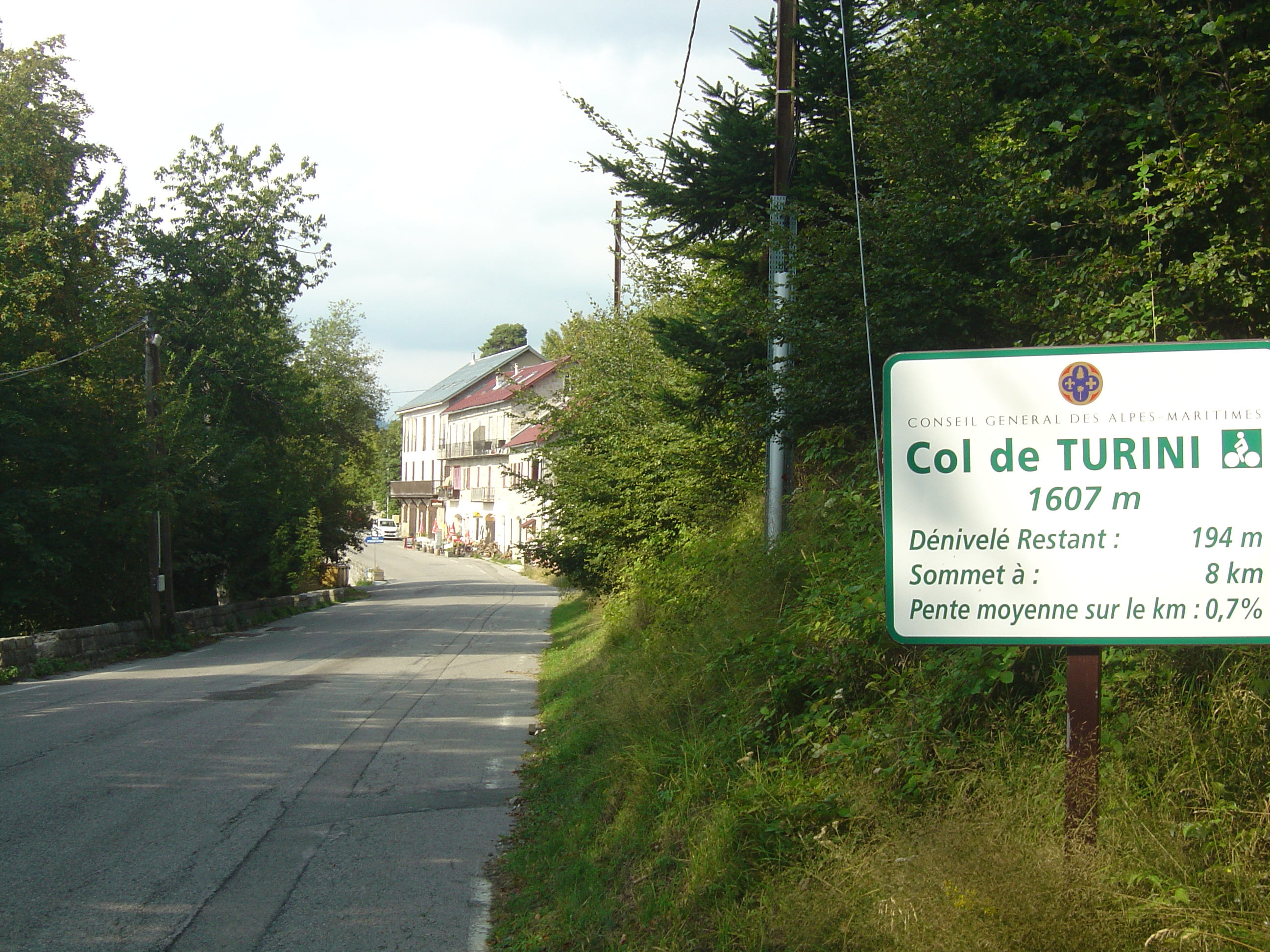
Entrée de Peïra-Cava.
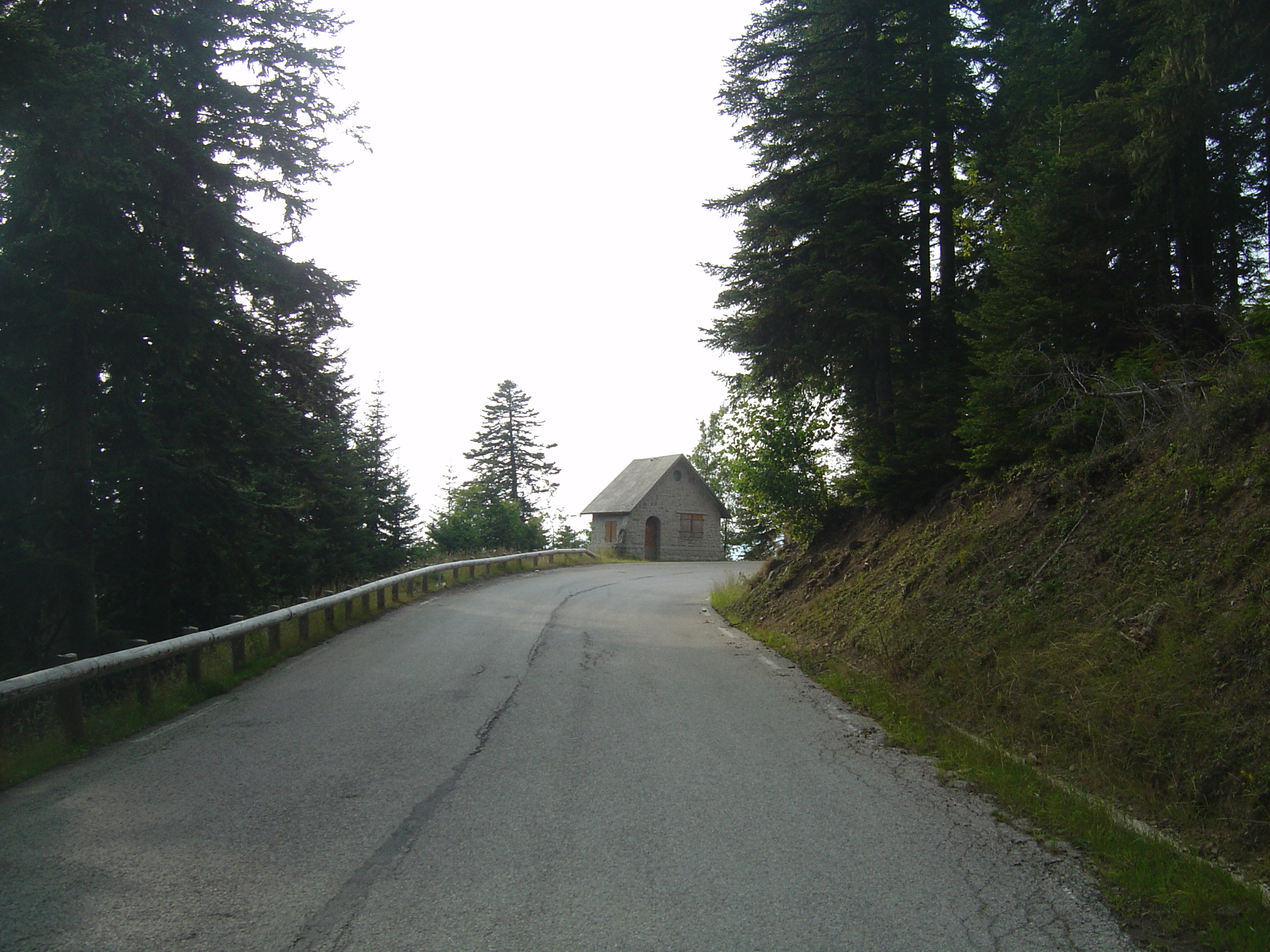
Un abri typique au bord de la route dans les ultimes kilomètres.

Depuis Lantosque (474 m) sur le versant ouest, l’ascension est longue de 17,3 km à 6,5 %. Il s’agit du versant le plus pentu. L’ascension commence par une courte descente pour parvenir à un pont enjambant la Vésubie. Après 2 km, on quitte la route D2565 à une bifurcation (500 m) et on démarre véritablement la montée sur la route M70 (soit 15,3 km à 7,2 %) par une série de lacets, plutôt irrégulière en matière de difficulté, pour parvenir au village de La Bollène-Vésubie (691 m au niveau de sa place et de sa table d’orientation, au km 5,3 en partant de Lantosque), que l’on voyait plus bas. Ce village dispose de plusieurs fontaines, un avantage en été. L’ascension continue un peu plus difficile désormais, avec des pourcentages réguliers. Après le passage d’un court tunnel (au km 7 en partant de Lantosque), on entame une série de lacets, spectaculaire lorsqu’elle est ensuite visible de haut. La dernière partie de la montée s’effectue dans une forêt de conifères qui ne permet pas de voir le sommet plus haut mais apporte de l’ombre en cas de chaleur. On traverse le hameau du Pra-d’Alart au km 14,4. Les pourcentages sont proches de 8 % sur la dernière partie.

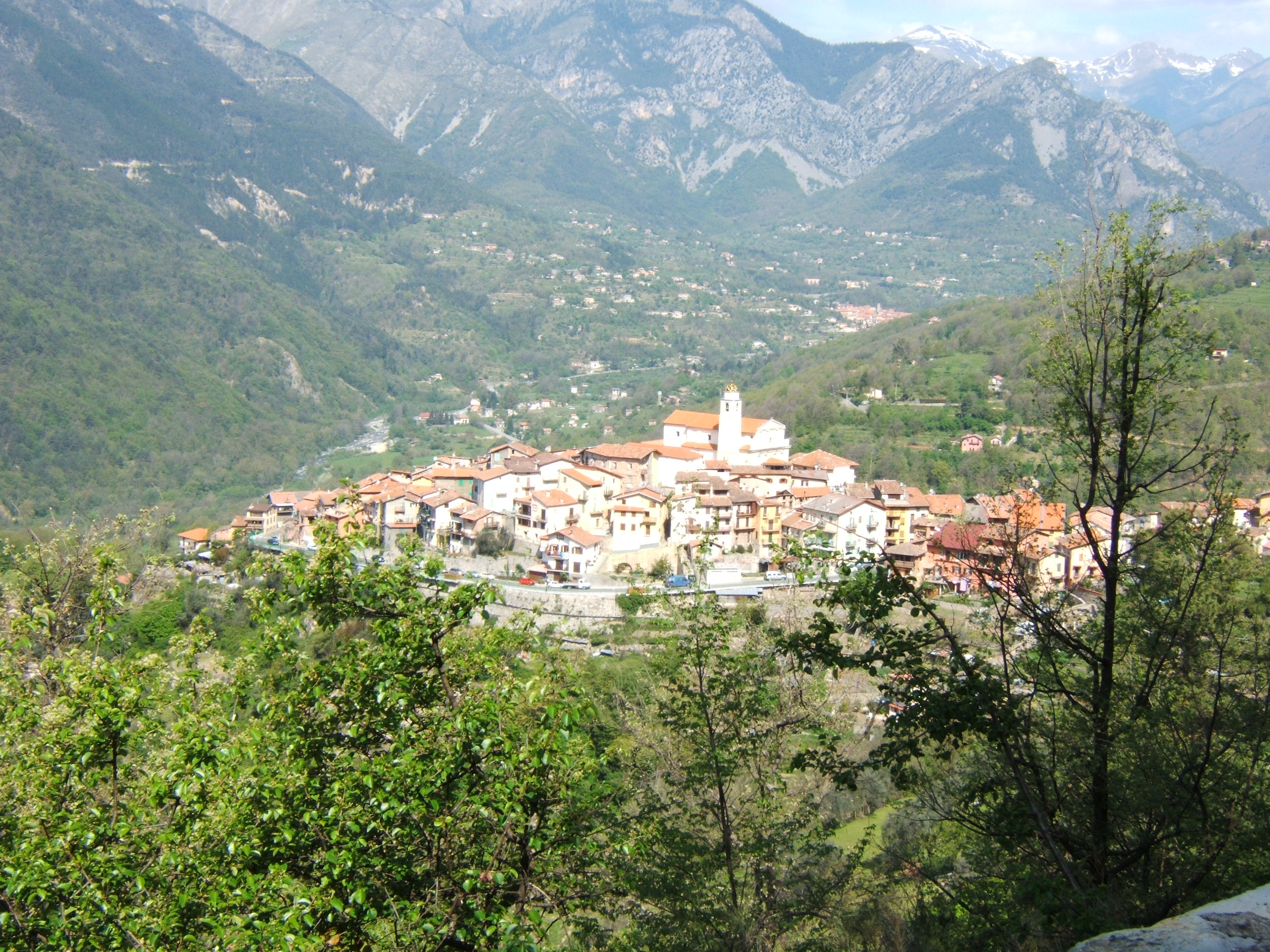
Village de La Bollène-Vésubie vu depuis un belvédère sur la route du col de Turini.
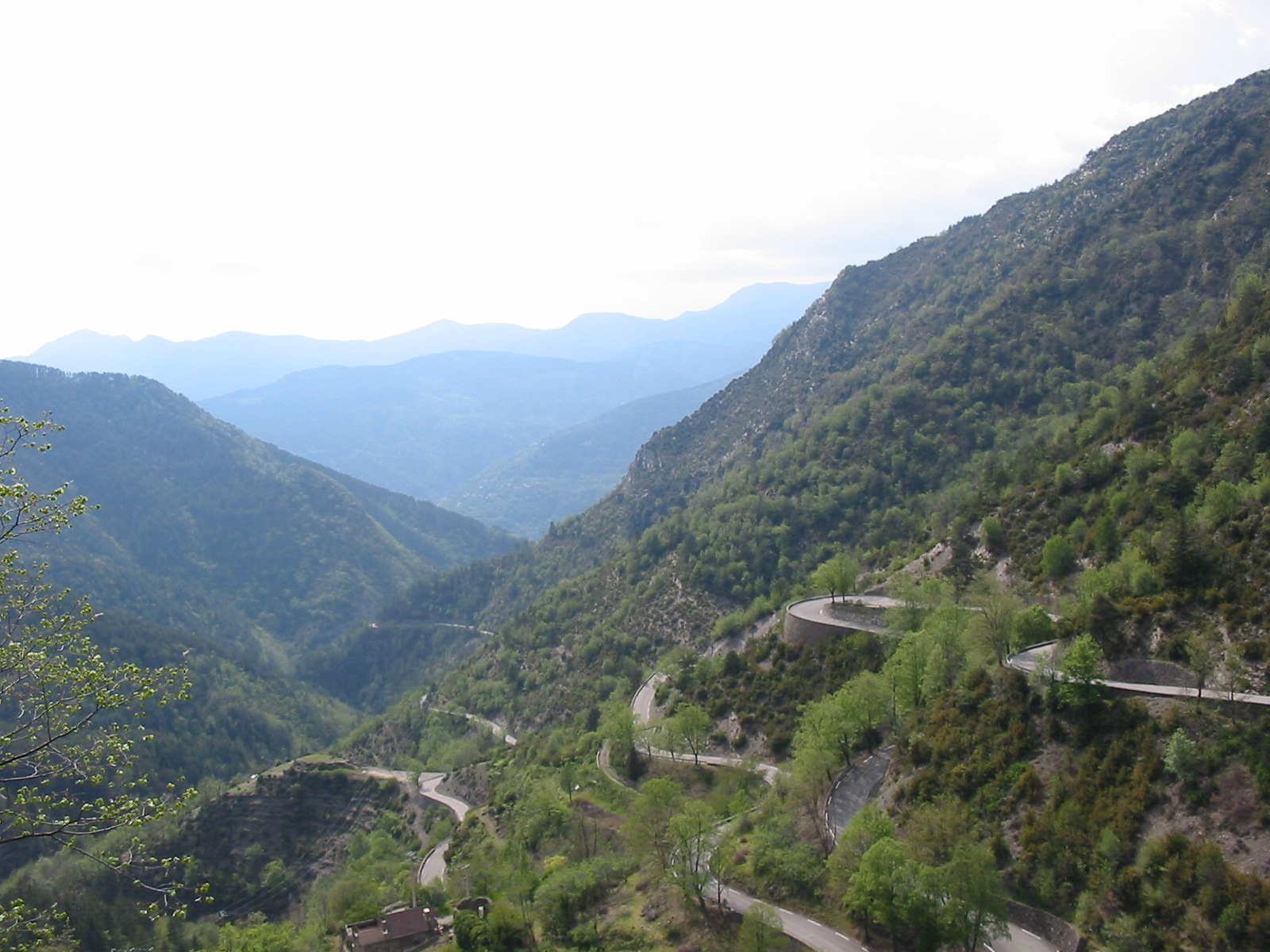
Lacets sur la M70 entre La Bollène-Vésubie et le col de Turini.
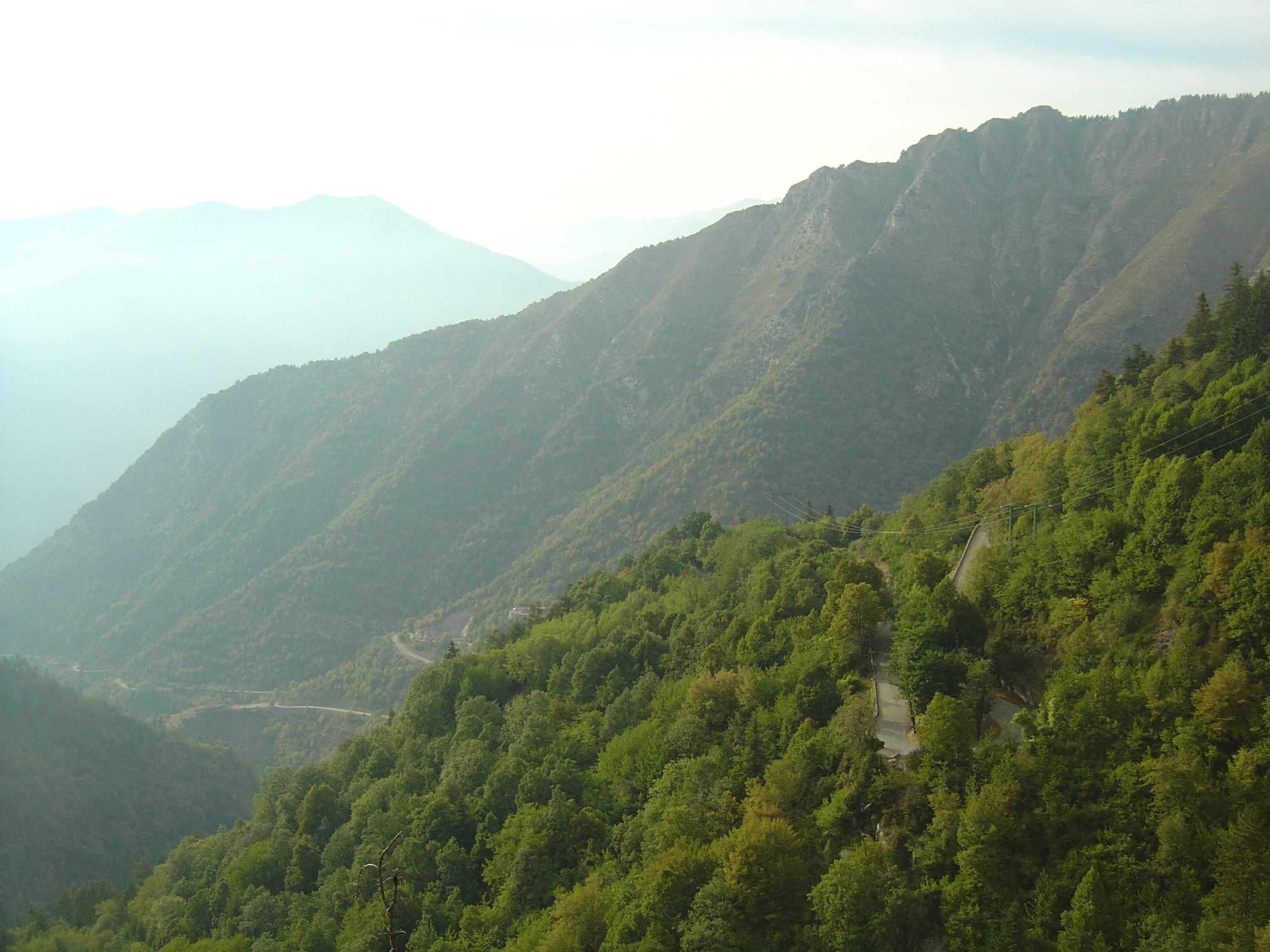
Plus bas, une épingle dans les derniers kilomètres de l'ascension.

Une fois au col de Turini, il est possible de continuer jusqu’à l’Authion pour un circuit total de 16,8 km aller-retour comportant une boucle de 9 km. L’entame du circuit de l’Authion se fait par des pourcentages abrupts permettant de surplomber le col. Après 1,9 km, on atteint la petite station du Camp d’Argent et après 3,9 km la Baisse de Tueis (1 989 m) où se situe un monument en l’honneur des soldats morts après avoir libéré ce dernier point tenu par les Allemands en 1945. De là commence la boucle de l’Authion. Cependant le revêtement de la route, bon jusqu’ici, se dégrade sur la boucle et la route est étroite et à sens unique. Le profil est descendant pour atteindre les ruines d’un ancien camp au lieu-dit Vacherie de Cabanes Vieilles (1 780 m) où se situe un char Stuart M5. La route monte ensuite jusqu’au pied (2 024 m et point culminant de la route) de la Redoute des Trois Communes (2 081 m), point culminant de l’Authion accessible par un sentier pédestre uniquement. La route descend ensuite jusqu’au monument de la Baisse de Tueis.